# José António Ferreira Brak-Lamy
José António Ferreira Brak-Lamy (São Sebastião, Lagos, 18 de Julho de 1780 – Lisboa, 21 de Maio de  1847) foi um jurista, magistrado e político português da primeira fase da monarquia constitucional, que, entre outras funções, foi deputado e ministro e secretário de Estado dos Negócios do Reino, então equivalente ao actual cargo de primeiro-ministro, num dos governos da Regência de Angra, aquando do governo liberal no exílio. Foi também governador da província de Alagoas, no último ano de domínio português no Brasil.

## Biografia

### Nascimento e formação
José António Ferreira Brak-Lamy nasceu na cidade de Lagos, em 1780, filho de Brígida Maria Caetana Brak e de Miguel José Ferreira, capitão de milícias do terço da comarca de Lagos. A sua mãe era filha de um italiano de nome Giacomo Brak e de uma francesa chamada Thérèse Lamy, pelo que a família passou a usar o apelido Brak-Lamy.
Formou-se em Direito na Universidade de Coimbra, obtendo em 1801 o grau de bacharel em Leis.

### Carreira profissional e política
Ingressou na carreira da magistratura judicial, tendo sido nomeado juiz corregedor da comarca de Guimarães, juiz desembargador do Tribunal da Relação do Porto, juiz do Tribunal da Relação dos Açores e juiz do Tribunal da Relação de Lisboa.
Foi um adepto da causa liberal, tendo sido nomeado em 2 de Julho de 1831, pelo Conselho de Regência de Angra, na Ilha Terceira, como ministro e Secretário de Estado dos Negócios Eclesiásticos e da Justiça, da Justiça do Reino, da Fazenda e dos Estrangeiros. Esteve nestas posições até 10 de Outubro de 1831. Também foi eleito deputado às Cortes, pelo círculo do Algarve, para as legislaturas de 1834–1836 e de 1840–1842.
Finda a guerra civil, recebeu, a 23 de Setembro de 1834, carta de Conselheiro de Estado.
Terminou a sua carreira judiciária no cargo de conselheiro do Supremo Tribunal de Justiça, função que iniciou em 30 de Agosto de 1830, e da qual recebeu carta a 14 de Setembro de 1839.
Em Lagos, ordenou a construção de uma casa para a sua família, no Largo do Poço, posteriormente renomeado para Largo Luís de Camões, prédio que foi depois considerado um dos mais belos edifícios na cidade.

### Morte
Morreu aos 66 anos de idade, em 21 de Maio de 1847, na Rua do Abarracamento, freguesia das Mercês, Lisboa, sendo sepultado no Cemitério dos Prazeres, como consta do seu registo de óbito.

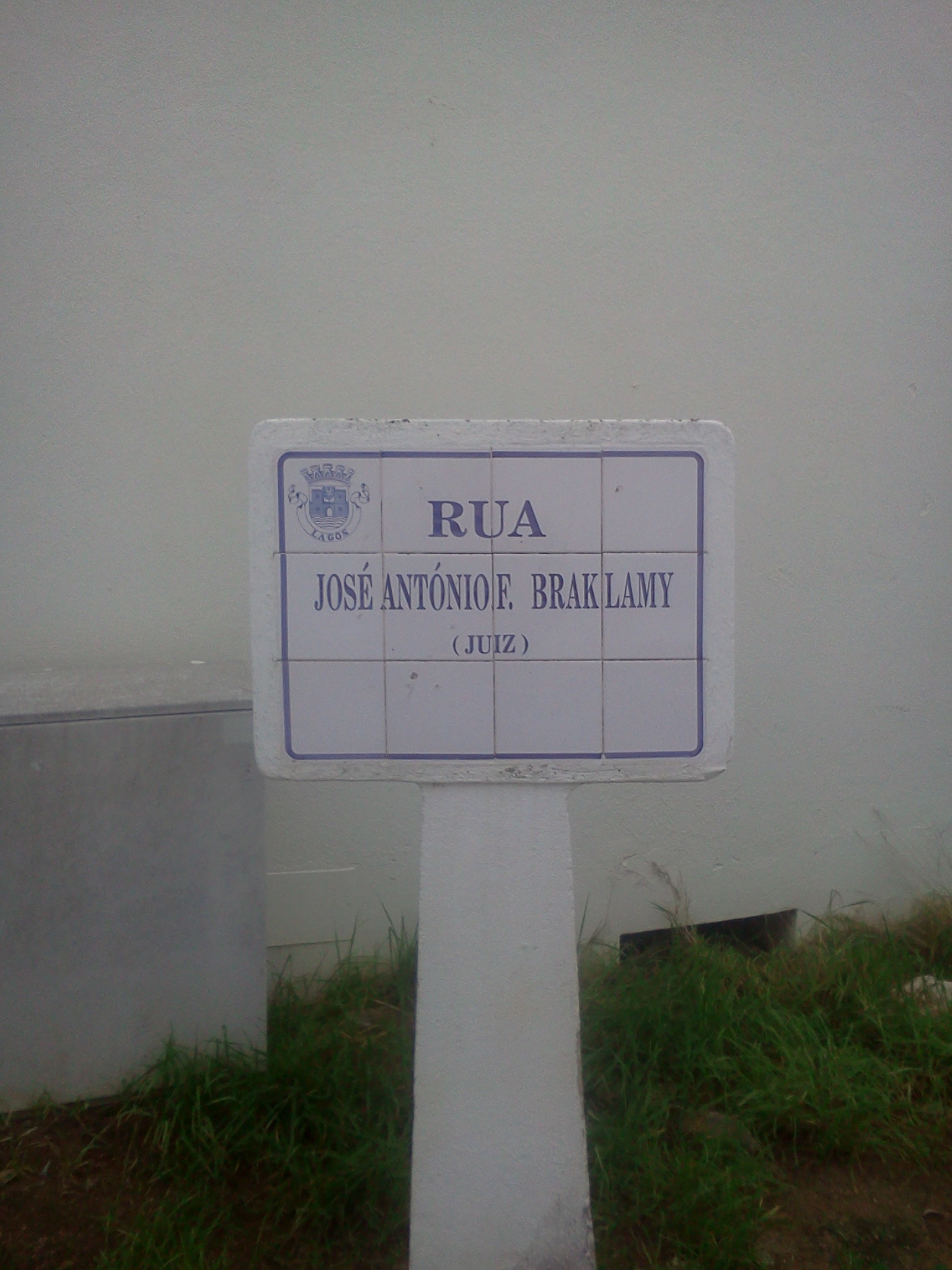
Placa toponímica da Rua José António Ferreira Brak-Lamy, em Lagos.

## Homenagens
Em 21 de Março de 2001, a Câmara Municipal de Lagos colocou o nome de José António F. Brak Lamy numa rua na antiga Freguesia de São Sebastião.